# کپزتپه (یورغیر)
کپزتپه (به ترکی استانبولی: Kepeztepe) یک منطقهٔ مسکونی در ترکیه است که در یورغیر واقع شده‌است.